# Thurselinus
Thurselinus is een geslacht van wantsen uit de familie van de Naucoridae (Zwemwantsen). Het geslacht werd voor het eerst wetenschappelijk beschreven door Distant in 1904.

## Soorten
Het genus bevat de volgende soort:

- Thurselinus scutellaris (Stål, 1860)